# Редактор XML
Редактор XML — редактор для языка разметки, функциональность которого позволяет упростить работу с документами в формате XML. Редактировать XML можно и с помощью текстовых редакторов, в которых видно код, однако редакторы XML предлагают дополнительные возможности, такие как автоматическое завершение тегов, а также меню и кнопки для выполнения типичных задач при работе с XML.
Существуют также графические редакторы XML, которые скрывают код и представляют контент в более удобном виде. Это позволяет людям, не разбирающимся в коде XML, вводить информацию в документы, основанные на XML, например, в ведомости отработанного времени и отчеты о расходах. Редакторы XML полезны и пользователям, хорошо знакомым с XML, так как применение таких редакторов в любом случае ускоряет разработку XML документов.

## Функциональность
Функциональные возможности редакторов XML не ограничиваются рамками подсветки синтаксиса, которую предлагают многие обычные текстовые редакторы и общие редакторы исходного кода. Редакторы XML проверяют исходный текст XML с помощью XML Schema или DTD, причем некоторые из них делают это в режиме реального времени, прямо в процессе редактирования документа. Другие возможности редактора для работы с XML могут включать в себя автоматическое завершение элементов и автоматическую вставку закрывающего тега в случае вставки открывающего тега. Такая функциональность позволяет предотвращать синтаксические ошибки в коде XML. Некоторые редакторы XML позволяют производить трансформации XSLT или серию трансформаций над документом. Некоторые более объемные пакеты XML предлагают даже возможности отладки XSLT и процессоры XSL-FO для преобразования документов в файлы PDF.

## Текстовые редакторы XML
Текстовые редакторы XML в основном предлагают функциональные возможности для работы с тегами элементов. Подсветка синтаксиса — стандартная базовая возможность любого редактора XML; текст элемента выделяется цветом и отличается от обычного текста. Во многих текстовых редакторах XML также доступно автоматическое завершение элемента и атрибута с помощью DTD или схемы XML. Отображение номера строки — тоже распространенное и полезное свойство, как и возможность переформатировать документ для соответствия определенному стилю выделения абзацев.
Преимущество текстовых редакторов заключается в том, что они представляют именно ту информацию, которая хранится в файле XML. Это наилучший способ контролировать формат файла (например, отступы), выполнять операции нижнего уровня (например, поиск и замена имен элементов) и редактировать файлы XML без какой-либо схемы XML или файла конфигурации.

## Графические редакторы XML
Графические редакторы с графическим пользовательским интерфейсом считаются более легкими в применении, чем текстовые редакторы, и могут не требовать знания синтаксиса XML. Такие редакторы часто называют визуальными, или WYSIWYG, но не все графические редакторы являются визуальными — существуют также графические редакторы типа WYSIWYM («Ты видишь то, что имеешь в виду»). Графические редакторы XML называются визуальными (WYSIWYG), когда они стараются отобразить документ в виде, приближенном к конечному опубликованному виду. Графические редакторы XML называются WYSIWYM, когда они стараются отобразить фактическое значение элементов XML. WYSIWYM редакторы не отображают графически конечный вид документа, а вместо этого фокусируются на передаче смысла текста. Они используют DTD или схемы XML и/или конфигурационные файлы, чтобы отображать элементы XML с помощью графических компонентов.
Схема XML и конфигурационные файлы также могут быть использованы для предотвращения создания невалидных документов. Например, в текстовом редакторе можно создать строку таблицы, содержащую слишком большое количество ячеек, в то время как это будет невозможно сделать с помощью графического редактора.

## Визуальные редакторы XML (WYSIWYG)
Визуальные редакторы (WYSIWYG) позволяют редактировать файлы напрямую, отображая теги не в виде кода, а в виде графического изображения. Зачастую визуальные редакторы пытаются эмулировать конечный результат некоторой трансформации или применения стиля CSS.
Недостатками использования визуального редактора является возможность нарушения логики XML-разметки, если автор документа плохо знаком со структурой и задачами XML. Визуальное представление не является определяющим фактором в структуре документа, например, при создании веб-страницы может быть использован элемент H2 (значение: заголовок второго уровня) вместо H1 (значение: заголовок первого уровня), по причине отображения заголовка второго уровня меньшим размером шрифта при текущих настройках стилей, что нарушит структуру XML документа, а в результате будет нарушена и структура веб-сайта,что приведёт к некорректному отображению в браузере.
Но в случае корректной работы со структурой XML, визуальный редактор представляет ценность для автора документа, значительно упрощая работу. Работа в визуальном редакторе намного более интуитивная, чем с исходным кодом XML, так как визуальные редакторы предлагают инструменты, похожие на те, которые присутствуют в традиционных привычных текстовых процессорах. Некоторые визуальные редакторы позволяют использовать DTD или схему и настраивать пользовательский интерфейс.
Обычно визуальные редакторы поддерживают CSS, а не XSLT, так как трансформации XSLT могут быть очень сложными, и бывает невозможно понять, что имел в виду пользователь при смене конечного результата. Визуальные редакторы с поддержкой XSLT вносят изменения непосредственно в исходный код XML и обновляют отображаемый вид документа, запуская XSLT для каждого изменения.